# Димитриос Вардис
Димитриос Вардис (на гръцки: Δημήτριος Βαρδής) е гръцки революционер, деец на Гръцката въоръжена пропаганда в Македония от началото на XX век.

## Биография
Димитриос Вардис е старши офицер от кавалерията в гръцката армия. Включва се към гръцката пропаганда в Македония и през 1904 година е изпратен в Алистрат. Там официално заема поста директор на гръцкото училище под името Гунаридис, а в действителност заедно с Антониос Сахтурис организира пропагандата. Подпомага четите на Стилианос Мавромихалис, Христос Цолакопулос и Андонис Зоис. Организира нова чета с капитан Дукас Дукас.
През 1907 година гръцките активисти в Източна Македония са обезвредени от турските власти, драмският митрополит Хрисостом и гръцкият вицеконсул в Кавала са отстранени, на серския митрополит Григорий и консула Антониос Сахтурис е забранено да напускат града, а за Димитриос Вардис е издадена заповед за арест. Успява да се укрие в къщата на Георги Стоименов и след това бяга в Кавала, където е укрива в гръцкото консулство.
Според Апостолос Вакалопулос Вардис действа и в Западна Македония под командването на Георгиос Цондос (Вардас), изпратен там от Георгиос Влахоянис, за да укрепи четата на Христос Цолакопулос (Рембелос).